# I Freddie's
I Freddie's sono un gruppo musicale italiano attivo negli anni sessanta.

## Storia del gruppo
I Freddie's si formano agli inizi degli anni sessanta dall'incontro di quattro giovani romani: Fausto Minerba, detto Freddie (da cui il nome del complesso), iscritto alla facoltà di geologia, Paolo De Leonardis, studente di legge, Francesco Barbone, impiegato in banca e Gianni Mazza, futuro direttore d'orchestra e arrangiatore.
Il quartetto ottiene un contratto discografico con la Club, etichetta distribuita dalla Dischi Ricordi, e debuttano alla fine del 1962.
Passano poi alla Caravel, ed ottengono un notevole successo partecipando, appena sedicenni, alla trasmissione televisiva Gran Premio nella squadra del Lazio, arrivando sino alla finale il 6 gennaio del 1964, in cui presentano il loro brano più noto, I quattro ciucci: si tratta di una cover di Darktown Strutters Ball, successo del 1954 di Lou Monte, già incisa nel 1958 dai Campanino (gruppo musicale) e ripresa, molti anni dopo, da Renzo Arbore.
Gianni Mazza lascia il gruppo ed è sostituito da Gianfranco Sacchitella, studente di scienze politiche; il gruppo continua ad incidere (tra cui anche un 45 giri con la ballerina Helen Sedlak ed uno a metà con l'Equipe 84), cambiando anche varie case discografiche, fino allo scioglimento nel 1969.

## Formazione
- Fausto Minerba: voce e basso
- Francesco Barbone: voce e chitarra
- Paolo De Leonardis: batteria
- Gianni Mazza: voce e tastiere (dal 1962 al 1964)
- Gianfranco Sacchitella: voce, tastiere (dal 1964 al 1970)

## Discografia
Album in studio
- 1962 - Fifty-Fifty Twist and Cha Cha (Club, CLL 1)

Singoli
- 1962 - Beatrice/Mi' nonno (Club, CLS 17)
- 1964 - I quattro ciucci/Se mi chiedessi (Caravel, BRC 4003)
- 1964 - Baby Don't Cry/Fò Fò Fò (Caravel, BRC 4005)
- 1964 - Sagittarius/Cosa t'ha fatto Boby (Caravel, BRC 4008)
- 1965 - Tanti auguri a te/Fò Fò Fò (Hobby, HB 31)
- 1965 - Liberi d'amare/Non guardarmi così (Hobby, HB 32; lato A cantato dall'Equipe 84)
- 1966 - Wooly Bully/Agente 003 (Leader Records, LBC/8; con Helen Sedlak)
- 1969 - The Comedy Is Over Now/Heya (Joker, M 7047)